# 经济人
经济人（英語：economic man）是一个假定的，思考和行为都始终理性、利己，并尽可能地追求利益最大化的人。理性经济人假设常常是经济学和部分心理学分析的基本假设。

## 批评
理性经济人的概念曾是很多经济学的基本假设。但是近来，一些学者如理查德·塞勒对理性经济人的概念提出了质疑，他们认为这一假设并非完全正确，人的行为往往并不像经济学模型所预测的那样是绝对理性的。

## 类似构词法
- Homo sapiens：智人
- Homo faber：工匠
- Homo ludens：游戏人，荷蘭學者約翰·赫伊津哈的一本書
- Homo oecologicus：环境保护者
- Homo sociologicus：社会人
- Homo academicus：學術人，法國學者皮耶·布赫迪厄的一本書